# Gare de Ronchin
La gare de Ronchin est une gare ferroviaire française de la ligne de Paris-Nord à Lille, située sur le territoire de la commune de Ronchin dans le département du Nord, en région Hauts-de-France.
C'est une gare de la Société nationale des chemins de fer français (SNCF) desservie par des trains TER Hauts-de-France.

## Situation ferroviaire
Établie à 37 mètres d'altitude, la gare de Ronchin est située au point kilométrique (PK) 246,423 de la ligne de Paris-Nord à Lille, entre les gares de Wattignies - Templemars et de Lille-Flandres.

## Histoire
Entre 1997 et 2001, la gare de Ronchin est rénovée comme la totalité des gares et des points d'arrêts entre Lille et Lens. On y ajouta un abri pour vélos ainsi que des écrans permettant de connaître l'horaire de passage des prochains trains.

## Service des voyageurs

### Accueil
Gare SNCF, elle dispose d'un bâtiment voyageurs, avec guichet, ouvert du lundi au samedi et fermé les dimanches et fêtes. Elle est équipée d'un automate sur le quai 1 (direction Lille-Flandres) pour l'achat de titres de transport, et de deux valideurs Pass Pass sur les deux quais

### Desserte
Ronchin est desservie par des trains TER Hauts-de-France qui effectuent des missions entre Douai et Lille-Flandres.

### Intermodalité

#### Bus
La gare est desservie par les lignes L1, 15, 67 et Z2 du réseau Ilévia ainsi que par la ligne 871 du réseau interurbain Arc-en-Ciel 2.

#### Vélos en libre service
Une station V'Lille se situe face à la mairie à l'angle de la rue Lavoisier et de l'avenue Jean-Jaurès.

#### Abris vélos
Un box fermé et sécurisé ouvert en permanence, géré par Ilévia, se situe à proximité de la borne des vélos en libre service à l'angle de la rue Lavoisier et de l'avenue Jean-Jaurès.
Huit arceaux non sécurisés sont disponibles à l'entrée du quai 1.

#### Voitures en libre service
Trois véhicules Citiz sont disponibles sur le parking face au concessionnaire Citroën.